# Tada-jinja

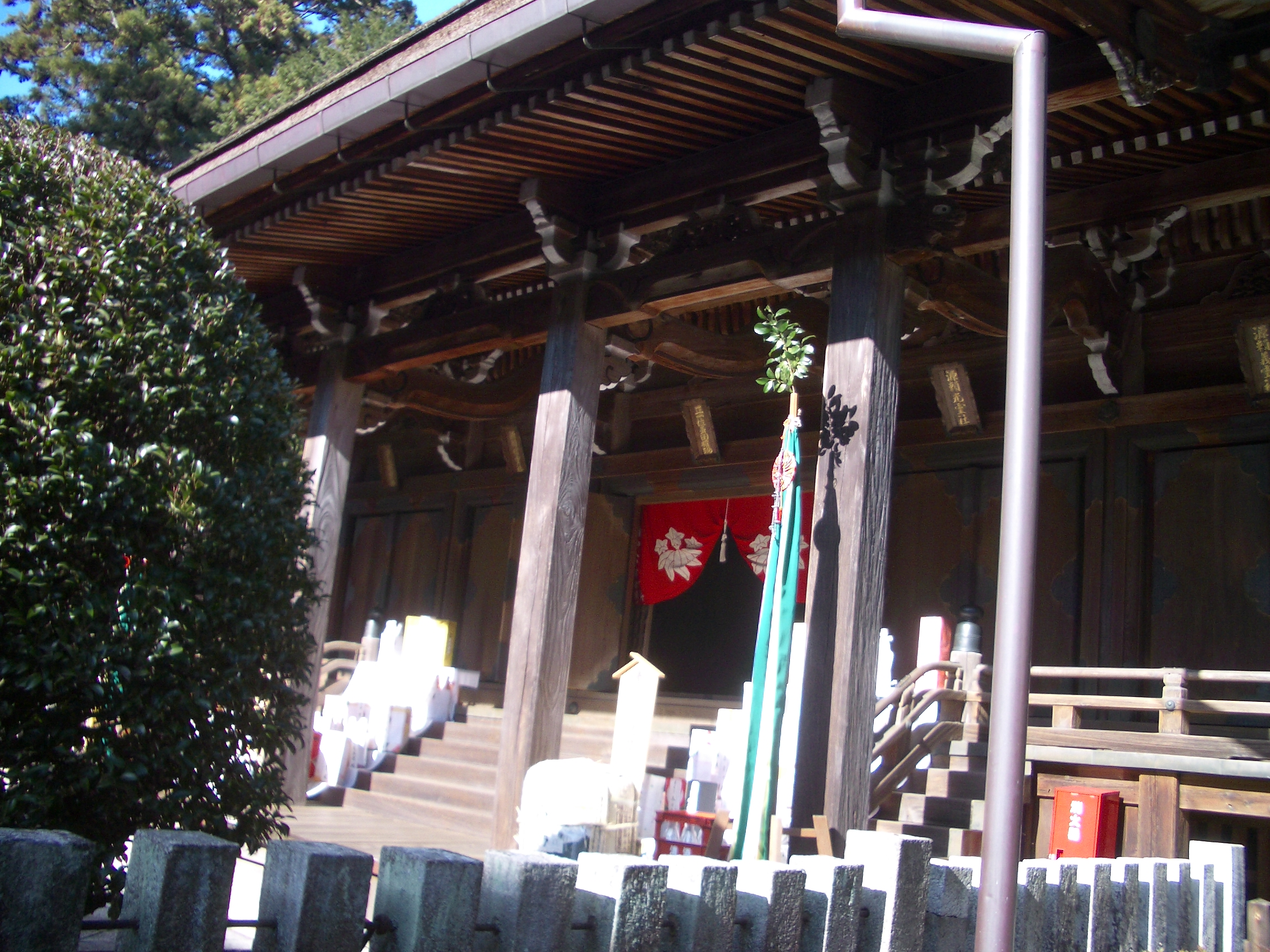
Aspect du Tada-jinja en 2005.

Le Tada-jinja (多田神社) est un sanctuaire shinto situé à Kawanishi, préfecture de Hyōgo au Japon. Le sanctuaire est aussi appelé « Tada-Daigongen-Sha » ou « Kansai Nikko », littéralement, « Nikko de l'ouest du Japon ». Ce sanctuaire est celui du clan Genji dont sont issus de nombreux shoguns. Tada-jinja est un des trois sanctuaires Genji avec Rokuronno-ji dans la préfecture de Kyoto et Tsuboi Hachimangū dans la préfecture d'Osaka.

## Histoire
Le sanctuaire  a été établi en 970 et dédié à Minamoto no Mitsunaka, un seigneur de la province de Settsu comme temple bouddhiste appelé « Tadain ».

## Objets de vénération
Les principaux objets de culte de ce sanctuaire sont cinq personnes du clan Seiwa-Genji. Minamomto no Mitsunaka, Minamoto no Yorinobu, Minamoto no Yorimitsu, Minamoto no Yoriyoshi et Minamoto no Yoshiie. Mitsunaka, Yorinobu, Yoriyoshi et Yoshiie sont les descendants directs de Minamoto no Yoritomo, premier shogun du bakufu de Kamakura.

## Propriétés culturelles
Le sanctuaire conserve trois biens culturels importants du Japon choisis par l'agence pour les affaires culturelles :
- le sanctuaire intérieur ;
- le sanctuaire extérieur ;
- la porte Zuishinmon.